# John Peter Zenger

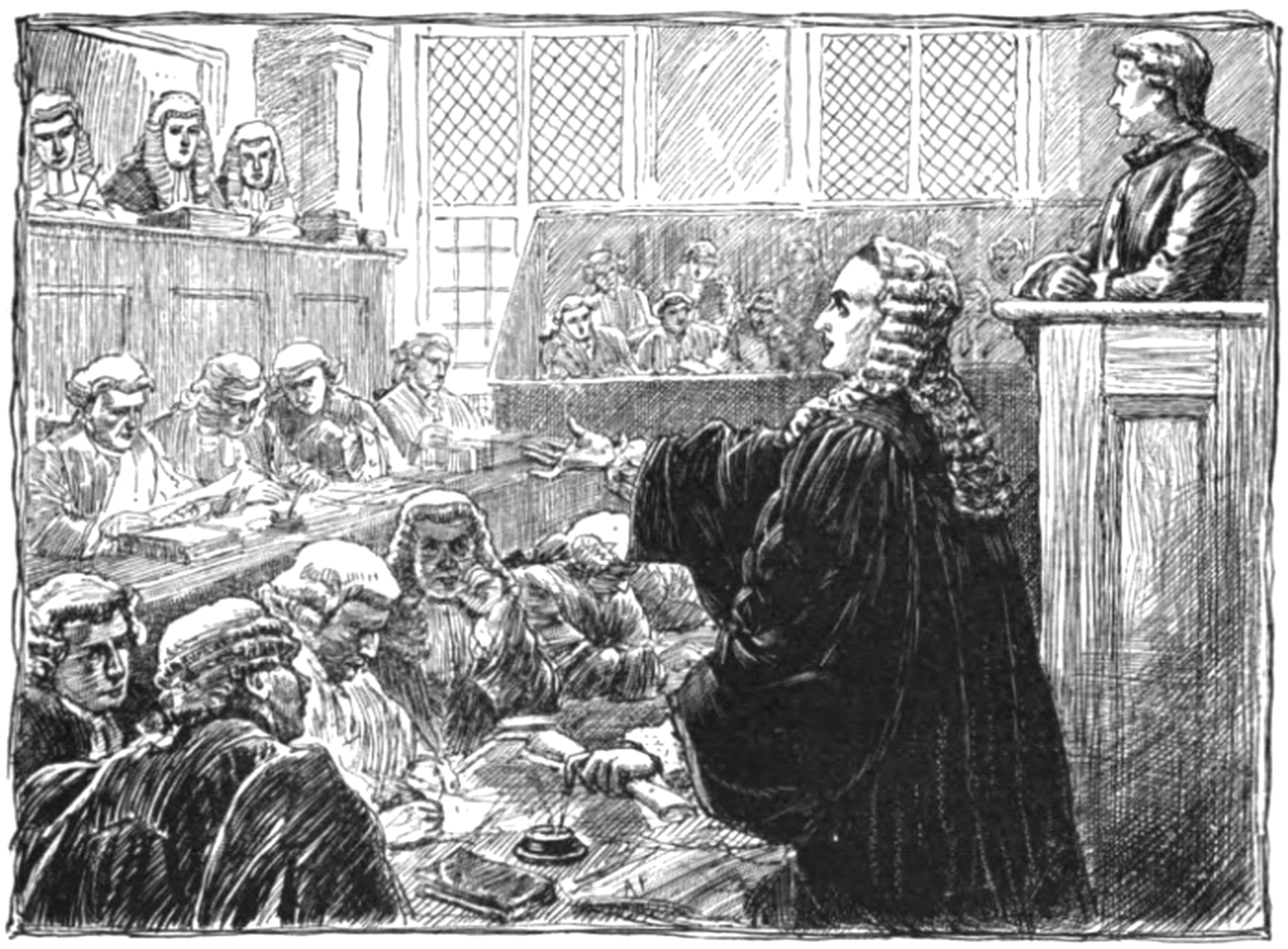
O julgamento, conforme imaginado por um ilustrador no livro de 1883 Wall Street in History

John Peter Zenger (26 de outubro de 1697 - 28 de julho de 1746) foi um impressor e jornalista alemão que vivia na cidade de Nova York. Zenger imprimiu o New York Weekly Journal. Ele foi acusado de difamação sediciosa em 1734 por William Cosby, o governador real de Nova York, mas o júri absolveu Zenger, que se tornou um símbolo da liberdade de imprensa.
Em 1733, Zenger começou a imprimir o The New York Weekly Journal, um jornal que expressava opiniões críticas do governador colonial, William Cosby. Em 17 de novembro de 1734, por ordem de Cosby, o xerife prendeu Zenger. Depois que um grande júri se recusou a indiciá-lo, o procurador-geral Richard Bradley o acusou de difamação em agosto de 1735. Os advogados de Zenger argumentaram com sucesso que a verdade é uma defesa contra as acusações de difamação. 